# مائوریسیو آروس
مائوریسیو آروس (اسپانیایی: Mauricio Aros‎؛ زادهٔ ۹ مارس ۱۹۷۶) یک بازیکن فوتبال اهل شیلی است.

## تیم ملی
وی همچنین در تیم ملی فوتبال شیلی بازی کرده است.